# Federazione pallavolistica dell'Uruguay
La Federazione uruguaiana di pallavolo (spa. Federación Uruguaya de Voleibol, FUV) è un'organizzazione fondata per governare la pratica della pallavolo in Uruguay.
Organizza il campionato maschile e femminile, e pone sotto la propria egida la nazionale maschile e femminile.
Ha aderito alla FIVB nel 1947.